# Gullviksborg
Gullviksborg is een deelgebied (Delområde) in het stadsdeel Fosie van de Zweedse stad Malmö. De wijk telt 3.418 inwoners (2013) en heeft een oppervlakte van 0,49 km². Gullviksborg ligt tussen de straat Eriksfältsgatan en de spoorlijn Malmö - Trelleborg, ten noorden van de Inre Ringvägen.
Het zuidelijke gedeelte van de wijk bestaat uit appartementencomplexen die omstreeks 1965 gebouwd zijn. In het noorden van Gullviksborg zijn diverse villa's en een sportveld te vinden. Het politiebureau van Fosie en het medisch centrum zijn gevestigd in het zuidelijk gedeelte van de wijk.